# Dimitsana
Dimitsana  este un oraș în Grecia în Prefectura Arcadia.